# The Locusts
The Locusts (en español, Secretos imperdonables o Enemigos del pasado) es una película de drama estadounidense de 1997, escrita y dirigida por John Patrick Kelley y protagonizada por Vince Vaughn, Jeremy Davies, Kate Capshaw, Paul Rudd y Ashley Judd. La película trata del día a día de un pequeño pueblo de Missouri que se ve alterado por la aparición de Clay Hewitt, un apuesto y misterioso buscavidas. Nada más llegar, el forastero se instala en el rancho de Delilah Potts, una viuda de dudosa reputación que maltrata a su hijo, Flyboy. Clay pronto entablará amistad con el muchacho e intentará convencerlo para que pierda el miedo y se enfrente a su madre. Los acontecimientos tomarán un rumbo inesperado cuando el secreto que Delilah y Flyboy comparten salga a la luz.

## Argumento
En 1955, el buscavidas Clay Hewitt (Vince Vaughn) vaga por una pequeña ciudad de Kansas en busca de empleo para financiar una visita a su hermano mayor en California. Desarrolla una relación con la reina de belleza local Kitty (Ashley Judd) y se hace amigo del peón Earl (Paul Rudd), quien le consigue un trabajo en una granja de ganado local propiedad de la rica viuda Delilah Ashford Potts (Kate Capshaw), conocida por mantener relaciones sexuales con sus jóvenes empleados. El esposo de Delilah se suicidó después de descubrir que ella lo engañaba. Clay rechaza los avances de Delilah y rápidamente desarrolla una rivalidad con su último amante, Joel Carter (Daniel Meyer).
Clay se hace amigo del sensible e introvertido hijo de Delilah, Joseph “Flyboy” Potts (Jeremy Davies), que acaba de regresar de una institución psiquiátrica y cuyo único compañero es el toro mascota de su difunto padre. Flyboy estuvo institucionalizado durante ocho años después de encontrar el cadáver de su padre cuando era niño, y Delilah lo emascula constantemente al verse obligado a cocinar y limpiar para los granjeros, quienes con frecuencia lo maltratan. Clay toma a Flyboy bajo su protección y le revela que su hermano mayor murió en un accidente dos años antes. Por sugerencia de Clay, Flyboy le pide a Delilah que le permita trabajar con los animales en la granja. Como respuesta, Delilah hace que Joel ate a Flyboy y lo obligue a mirar mientras ella castra al toro mascota de Flyboy, que se desangra hasta morir. Horrorizado por la crueldad de Delilah, Joel termina su romance y abandona la granja, y Delilah se marcha poco después para un viaje de negocios.
Clay admite a Kitty que está huyendo de las autoridades después de ser culpado injustamente por la muerte de una antigua novia en su ciudad natal. Estaban teniendo sexo en una piscina cuando ella se resbaló y se rompió el cuello. Planea escaparse de la ciudad y solicita su ayuda para enseñarle a Flyboy cómo defenderse antes de irse. Kitty pone a Flyboy con una de sus amigas, pero cuando ella intenta tener intimidad, Flyboy se derrumba y admite a Clay que Delilah abusó sexualmente de él cuando era un niño e hizo que su padre los encontrara, llevándolo al suicidio, por lo que Flyboy se culpa a sí mismo. Disgustado, Clay decide llevarse a Flyboy con él.
Mientras Flyboy y Kitty lo esperan en el lago, Clay regresa a la granja para recuperar su pago y se enfrenta a Delilah, que se ha enterado de los cargos penales en su contra. Delilah revela que quedó embarazada al ser violada por su padre, a quien mató en un ataque de rabia. Su esposo, un viejo amigo de su padre, accedió a casarse con ella y criar a Flyboy como su propio hijo para evitarle la vergüenza, pero Delilah nunca se atrevió a amar a ninguno de los dos y, en cambio, buscó destruirlos. Chantajea a Clay para que tenga relaciones sexuales con ella a cambio de no entregarlo. Flyboy regresa a la granja para buscar a Clay y lo encuentra en la cama con Delilah, como ella pretendía. Con el corazón roto, Flyboy se suicida de la misma manera que lo hizo su padre. Clay enfurecido va tras Delilah, pero ella se dispara antes de que él llegue. Kitty llega y consuela a Clay mientras llora la muerte de Flyboy, y luego se van de la ciudad juntos.

## Reparto
- Kate Capshaw ... Delilah Ashford Potts
- Jeremy Davies ... Joseph “Flyboy” Potts
- Vince Vaughn ... Clay Hewitt
- Ashley Judd ... Kitty
- Paul Rudd ... Earl
- Daniel Meyer ... Joel Carter
- Jessica Capshaw ... Patsy
- Jessica Robertson ... Ellen
- Jimmy Ray Pickens ... Cameron
- Jerry Haynes ... Harlan
- Jason Davis ... Wrangler

## Recepción
El crítico Stephen Holden, de The New York Times, afirmó que la cinta «se lee como una parodia drag queen de Tennessee Williams (sin la poesía y el humor de Williams)» y que su «ritmo y puesta en escena tiene una solemnidad mortal». También destacó las actuaciones de Kate Capshaw, Vince Vaughn y Jeremy Davies. Comparó a Vaughn con Paul Newman, aunque opinó que «carece de la autoridad vocal de su prototipo». David Rooney escribió para Variety que los personajes «claramente tienen el estilo de aquellos creados por escritores como William Inge y Tennessee Williams, y requieren actores más que capaces para transmitirlos de manera creíble. Davies y Vaughn cumplen con los requisitos». El crítico aprobó la dirección de John Patrick Kelley y la cinematografía de Phedon Papamichael.
Según Jack Mathews, de Los Angeles Times, Vaughn y Davies «aportan una sinceridad a cada uno de sus papeles que le da a The Locusts su único hilo dramático convincente». Scott Timburg, del Dallas Observer, sostuvo que es «una película que se esfuerza demasiado y logra muy poco», pero que «ofrece actuaciones sólidas, cinematografía exuberante y, por supuesto, mucha atmósfera».
Lisa Schwarzbaum, de Entertainment Weekly, dijo que se trataba de un «melodrama largo, tonto, sobreactuado y sobrescrito». Edward Guthmann, de San Francisco Chronicle, describió la película como «un trozo cursi de pulp sureño; piense en William Faulkner interpretado por la cadena de cable estadounidense». Guthmann agregó: «Todos en The Locusts son un estereotipo creado por Faulkner, William Inge, Harper Lee o Tennessee Williams».